# Тина Крижан
Тина Крижан (словен. Tina Križan; Марибор, 18. март 1974) је бивша словеначка професионална тенисерка.

## Биографија
Рођена је 18. марта 1974. у Марибору. Дипломирала је на Универзитету у Марибору 2004. године.
Позната је по својим успесима у дублу и као прва Словенка која је достигла највиши ранг у каријери у синглу од 1995. године. Победила је, међу осталог, Јану Новотне, Мартину Навратилове, Аранчу Санчез Викарио, Ану Ивановић и Флавију Пенете. Освојила је деветнаесто место у дублу 2002, као и шест титула у дублу и била је другопласирана на више од десет дубл турнира Женске тениске асоцијације. Освајачица је и десет турнира Међународне тениске федерације.
Представљала је Словенију на Летњим олимпијским играма 1992, 2000. и 2004. у дублу са Катарином Среботник. Квалификовала се два пута за Masters Championships у Минхену и Лос Анђелесу на крају сезоне у дублу.
Рекордерка је у Били Џин Кинг купу, у наступима за своју земљу, представљајући Словенију на четрдесет и шест такмичења и одигравши седамдесет и два меча.

## Финала Женске тениске асоцијације

### Дубл 20 (6–14)
| Пре 2009.             | Од 2009. године       |
| --------------------- | --------------------- |
| Грен слем турнири (0) |                       |
| ВТА првенство (0)     |                       |
| Ниво I (0)            | Обавезни Премијер (0) |
| Ниво II (0)           | Премијер 5 (0)        |
| Ниво III (0)          | Премијер (0)          |
| Ниво IV и V (0)       | Међународни (0)       |

| Резултат       | Позиција | Датум               | Место                     | Партнер            | Противници                             | Скор           |
| -------------- | -------- | ------------------- | ------------------------- | ------------------ | -------------------------------------- | -------------- |
| Победник       | 1.       | 8. октобар 1995.    | Сурабаја                  | Петра Камстра      | Нана Смит Стефани Рис                  | 2–6, 6–4, 6–1  |
| Другопласирани | 1.       | 13. октобар 1996.   | Сурабаја                  | Ноел ван Лотум     | Александра Фузаи Кери Ен Гуз           | 4–6, 4–6       |
| Другопласирани | 2.       | 24. новембар 1996.  | Патаја                    | Нана Смит          | Михо Саеки Јука Јошида                 | 2–6, 3–6       |
| Победник       | 2.       | 19. април 1998.     | Макарска                  | Катарина Среботник | Евгенија Куликовска Карин Кшвент       | 7–6(7–3), 6–1  |
| Другопласирани | 3.       | 12. јул 1998.       | Марија Ланковиц           | Катарина Среботник | Лаура Монталво Паола Суарез            | 1–6, 2–6       |
| Победник       | 3.       | 18. јул 1999.       | Палермо                   | Катарина Среботник | Соња Џејасилан Аса Свенсон             | 4–6, 6–3, 6–0  |
| Другопласирани | 4.       | 26. септембар 1999. | Луксембург                | Катарина Среботник | Ирина Спирлеа Каролина Вис             | 1–6, 2–6       |
| Другопласирани | 5.       | 31. октобар 1999.   | Линц                      | Лариса Нејланд     | Ирина Спирлеа Каролина Вис             | 4–6, 3–6       |
| Победник       | 4.       | 16. април 2000.     | Есторил                   | Катарина Среботник | Аманда Хопманс Кристина Торенс Валеро  | 6–0, 7–6(11–9) |
| Другопласирани | 6.       | 7. мај 2000.        | Бол                       | Катарина Среботник | Џули Халар Декиж Корина Морарију       | 2–6, 2–6       |
| Другопласирани | 7.       | 15. октобар 2000.   | Отворено првенство Јапана | Катарина Среботник | Џули Халар Декиж Корина Морарију       | 1–6, 2–6       |
| Другопласирани | 8.       | 19. новембар 2000.  | Патаја                    | Катарина Среботник | Јајук Басуки Каролина Вис              | 3–6, 3–6       |
| Другопласирани | 9.       | 15. април 2001.     | Есторил                   | Катарина Среботник | Квјета Пешке Барбара Ритнер            | 6–3, 5–7, 1–6  |
| Другопласирани | 10.      | 19. август 2001.    | Канада                    | Катарина Среботник | Кимберли По Никол Прат                 | 3–6, 1–6       |
| Победник       | 5.       | 16. септембар 2001. | Вајколоа Вилиџ            | Катарина Среботник | Елс Каленс Никол Прат                  | 6–2, 6–3       |
| Другопласирани | 11.      | 24. фебруар 2002.   | Богота                    | Катарина Среботник | Вирхинија Руано Паскуал Паола Суарез   | 2–6, 1–6       |
| Другопласирани | 12.      | 2. март 2002.       | Акапулко                  | Катарина Среботник | Вирхинија Руано Паскуал Паола Суарез   | 5–7, 1–6       |
| Другопласирани | 13.      | 23. фебруар 2003.   | Богота                    | Татјана Перебијнис | Катарина Среботник Аса Свенсон         | 2–6, 1–6       |
| Другопласирани | 14.      | 22. мај 2004.       | Стразбур                  | Катарина Среботник | Лиса Макши Милагрос Секера             | 4–6, 1–6       |
| Победник       | 6.       | 16. јануар 2005.    | Канбера                   | Татјана Гарбин     | Габриела Навратилова Михаела Паштикова | 7–5, 1–6, 6–4  |

## Финала Међународне тениске федерације

### Појединачно (1–0)
| $100.000 турнири |
| $75.000 турнири  |
| $50.000 турнири  |
| $25.000 турнири  |
| $10.000 турнири  |

| Резултат | Позиција | Датум             | Место   | Противници    | Скор     |
| -------- | -------- | ----------------- | ------- | ------------- | -------- |
| Победник | 1.       | 13. фебруар 2000. | Љубљана | Мирјам Шницер | 6–2, 6–3 |

### Дубл (10–11)
| Резултат       | Позиција | Датум              | Место              | Партнер              | Противници                                     | Скор                    |
| -------------- | -------- | ------------------ | ------------------ | -------------------- | ---------------------------------------------- | ----------------------- |
| Другопласирани | 1.       | 15. јун 1992.      | Марибор            | Карин Лушниц         | Рената Кохта Павлина Рајзлова                  | 6–2, 4–6, 4–6           |
| Победник       | 2.       | 20. јул 1992.      | Дармштат           | Никол Арент          | Аноушка Поп Сандра Вехтерсхојзер               | 6–2, 6–1                |
| Другопласирани | 3.       | 12. јул 1993.      | Дармштат           | Лаура Гароне         | Магдалена Фејстел Катажина Теодорович Лисовска | 6–4, 4–6, 5–7           |
| Победник       | 4.       | 8. август 1993.    | Сопот              | Квјета Пешке         | Дениса Крајчовичова Катарина Студеникова       | 6–3, 6–1                |
| Другопласирани | 5.       | 15. новембар 1993. | Порт Пири          | Ева Мартинцова       | Лиса Макши Ванеса Веб                          | 6–7(5), 3–6             |
| Другопласирани | 6.       | 10. јул 1994.      | Ерланген           | Јанета Хусарова      | Марија Линдстрем Марија Страндлунд             | 2–6, 2–6                |
| Другопласирани | 7.       | 31. јул 1995.      | Сопот              | Катарина Студеникова | Петра Кучова Раклавска Ленка Немечкова         | 0–2 ret.                |
| Победник       | 8.       | 14. август 1995.   | Марибор            | Лаура Гароне         | Ева Мелицхарова Хелена Вилдова                 | 6–4, 3–6, 6–2           |
| Другопласирани | 9.       | 26. фебруар 1996.  | Саутемптон         | Лаура Гароне         | Волда Лејк Клер Вуд                            | 4–6, 6–4, 3–6           |
| Победник       | 10.      | 14. јул 1996.      | Истанбул           | Олга Лугина          | Лаура Гароне Флора Перфети                     | 6–4, 6–2                |
| Победник       | 11.      | 14. децембар 1997. | Нојштат на Дунаву  | Силвија Плишке       | Емануел Куручет Софи Жорж                      | 6–3, 6–3                |
| Победник       | 12.      | 15. фебруар 1998.  | Рогашка Слатина    | Катарина Среботник   | Тина Писник Мирјам Шницер                      | 6–0, 6–3                |
| Другопласирани | 13.      | 15. март 1998.     | Бил/Бјен           | Ненси Фебер          | Керстин Фраје Ноел ван Лотум                   | 3–6, 6–3, 6–7(4–7)      |
| Победник       | 14.      | 25. октобар 1998.  | Велвин Гарден Сити | Лоренс Куртоа        | Луиза Племинг Саманта Смит                     | 7–6, 6–4                |
| Другопласирани | 15.      | 5. децембар 1998.  | Њу Делхи           | Карин Кшвент         | Ленка Ценкова Аманда Хопманс                   | W/O                     |
| Победник       | 16.      | 8. фебруар 1999.   | Рогашка Слатина    | Катарина Среботник   | Ева Мартинцова Светлана Кривенчева             | 7–5, 6–2                |
| Другопласирани | 17.      | 22. фебруар 1999.  | Буши               | Светлана Кривенчева  | Емануел Гаљарди Каталин Мароси                 | 7–6(7–4), 2–6, 6–7(0–7) |
| Победник       | 18.      | 9. мај 1999.       | Братислава         | Катарина Среботник   | Ленка Немечкова Радка Зрубакова                | 6–1, 6–3                |
| Победник       | 19.      | 20. фебруар 2000.  | Редбриџ            | Александра Фузаи     | Џули Пулин Лорна Вудроф                        | 7–6(7–4), 3–6, 7–6(7–1) |
| Другопласирани | 20.      | 3. арпил 2000.     | Дубаи              | Анђелика Бакман      | Татјана Гарбин Каталин Мароси                  | 6–7(5–7), 3–6           |
| Другопласирани | 21.      | 11. фебруар 2001.  | Редбриџ            | Ирина Сељутина       | Џули Пулин Лорна Вудроф                        | 1–6, 3–6                |